# Ганс Маєр
Ганс Маєр (фр. Hans Meyer; 21 липня 1925, Паулпитерсбург, Квазулу-Наталь, Південно-Африканська Республіка — 3 квітня 2020, Нейї-сюр-Сен, Франція) — французький актор. Жанр: драма, комедія, кримінал.

## Життєпис

### Родина
Народився в родині німецьких фермерів. Дитинство провів у провінції Наталь. Після закінчення школи вирішив продовжити сімейну традицію, стати фермером, але пізніше вирішує спробувати себе в іншому. Відправляється до Англії.

### Рекламний бренд
Приїздить до Англії. Художник Сідні Джордан у щоденній газеті Daily Express створює серію науково-фантастичних коміксів «Jeff Hawke» де за основу бере образ Ганса. Ці комікси стають найпопулярнішими від усіх коміксів надрукованих в період 1955—1974 рр.
Ганс стає моделлю для обкладинок популярних любовних романів у Європі. Та одного разу друг із Німеччини розгледів його величезний потенціал і влаштовує його в телевізійній рекламній компанії. Перша акторська робота Ганса в телевізійній рекламі горілки «Puschkin» і коньяка «Terry Cognac». Його дебют був настільки успішним, що рекламована горілка стала найпопулярнішою в Німеччині, а коньяк «Terry» в Іспанії, де Ганса Меєра досі називають «Сеньйор коньяк». Ганс стає популярним ще й в Італії та Франції.

### Актор
Гансу Маєру пропонують головну роль в іспанському фільмі «Culpable Para un Delito» — 1966 (Винний у злочині). Певний період подібна кар'єра Ганса влаштовувала, але незабаром він зрозумів, що може досягти більшого, але для цього потрібно навчатися. Він йде до французького режисера Клода Шаброля. Протягом кількох років Ганс був часткою нового жанру, розробленого у Франції між 1958—1973 так званої «Nouvelle Vague» (Нової хвилі). Систематично з'являючись у фільмах найвідоміших режисерів Франції і співпрацюючи з відомими акторами такими як: Ален Делон, Луї де Фюнес, Жан-Поль Бельмондо та інші.
Протягом акторської кар'єри Гансу вдалося набути велику повагу як серед своїх колег-акторів із різних країн, з якими доводилося працювати, так і серед режисерів. Працюючи в різних країнах Ганс Маєр вивчав мови. Відомо, що він добре володіє англійською, німецькою, французькою, африкаанс і зулу. На радість чисельним шанувальникам він продовжує працювати в театрі і на телебаченні.

### Фільмографія
В акторському доробку Ганса Меєра більше 100 ролей в кіно, театрі та на ТВ.
- 2007 Кінець балу Fin du Bal (Франція)
- 2006 Остаточний вирок Sentence Finale (Франція)
- 2004 Шкідливи Альбер Albert est mechant (Франція)
- 2003 Відчиніть, поліція 3 Ripoux 3 (Франція)
- 2003 Круті перці Beuze, La (Франція)
- 2001 Братство вовка Brotherhood of the Wolf | Pacte des loups, Le (Франція, Канада)
- 1997 Під іменем «К» K (Франція)
- 1997 Колонія Double Team (США)
- 1992—1993 Хроніки молодого Індіани Джонса Young Indiana Jones Chronicles, The (США)
- 1991 Журнал Шерлока Холмса Casebook of Sherlock Holmes, The (Велика Британія, США)
- 1989—2006 Комісар Наварро Navarro (Франція) епізод
- 1989 Французька революція Révolution française, La (Канада, Велика Британія, Німеччина, Італія, Франція) Карл Вільгельм Фердинанд 1 фільм? 2 фільм
- 1989 Розаліна та її леви Roselyne et les lions (Франція)
- 1989 Червоний оркестр Orchestre rouge, L' (Франція)
- 1989 Бункер «Палас-отель» Bunker Palace Hôtel (Франція)
- 1986 Дурна кров Mauvais sang (Франція)
- 1985 Руда Соня Red Sonja (США, Нідерланди)
- 1984 Хлопець зустрічає дівчину Boy Meets Girl (Франція)
- 1982 Всередині Третього Рейху Inside the Third Reich (США)
- 1979 Що приховує пісок Riddle of the Sands, The (Велика Британія) :: Грим
- 1978 Холокост Holocaust (США)
- 1975 Баррі Ліндон Barry Lyndon (Велика Британія) епізод
- 1973 Надзвичайний Magnifique, Le (Франція, Італія)
- 1971 І високо на дереві вмостившись Sur un arbre perché (Франция) полковник Міллер
- 1970 Велика біла надія The Great White Hope (США) (у титрах немає)
- 1967 Ніч генералів | Night of the Generals, The | Nuit des généraux, La (Велика Британія, Франція) епізод (у титрах немає)
- 1967 Коплан рятує власну шкіру Coplan sauve sa peau (Італія, Франція) Уго Генсбах
- 1967 Шукачі пригод Last Adventure (Франція, Італія)
- 1966 Велика прогулянка Grande vadrouille, La (Франція, Велика Британія) генерал Отто Вебер
- 1965 Навіжений П'єро Pierrot Le Fou Il bandito delle ore undici (Франція, Італія) (у титрах немає)
- 1950 Дерев'яний кінь The Wooden Horse (Велика Британія)